# Quercus lamellosa
Quercus lamellosa (en nepalès:फलाँट, falant) (sin. Cyclobalanopsis lamellosa) és una espècie de Quercus natiu de l'Himalaia i les muntanyes limítrofs de Nepal est a sud-est de la Xina i el nord de Tailàndia, que creix a altures de 1.300-2.500 metres.

## Morfologia
És un arbre de grandària mitjana amb unes grans fulles perennes que creix fins als 40 m d'alçada amb un tronc de fins a 1,5 m de diàmetre. Les fulles estan disposades en espiral, ovado-el·líptiques, de 16-45 cm de llarg i 6-15 cm d'ample, amb un marge fortament serrat. Les flors són aments, les flors femenines amb fruits en grans glans de 2-3 cm de llarg i 3-4 cm d'ample, situat en una profunda cúpula amb anells concèntrics d'escates llenyoses.
Joseph Dalton Hooker, va comentar:
"En el present és un dels arbres més comuns a Darjeeling, i és, sens dubte, de molt, la més noble espècie de roure coneguda, ja sigui per la grandària de les fulles o glans, la textura i el color o l'aspecte imponent de l'arbre ".
De vegades es cultiva com a arbre ornamental en climes temperat-càlids, a les Illes Britàniques, el cultiu té èxit només en les parts més suaus d'Irlanda i Cornualla (Gran Bretanya).

## Taxonomia
Quercus lamellosa va ser descrit per James Edward Smith i publicat a The Cyclopaedia; or, universial dictionary of arts, . . . 29: Quercus no. 23. 1819.
Varietats
- Quercus lamellosa var. lamellosa
- Quercus lamellosa var. nigrinervis (Hu) Z.K.Zhou & H.Sun

Sinonímia
- Cyclobalanopsis fengii Hu & W.C.Cheng
- Cyclobalanopsis lamellosa (Sm.) Oerst.
- Perytis lamellosa (Sm.) Raf.

var. lamellosa
- Cyclobalanopsis paucilamellosa (A.DC.) Oerst.
- Dryopsila aprica Raf.
- Quercus imbricata Buch.-Ham. ex D.Don
- Quercus lamellata Roxb.
- Quercus paucilamellosa A.DC.

var. nigrinervis (Hu) Z.K.Zhou & H.Sun
- Cyclobalanopsis lamelloides (C.C.Huang) Y.T.Chang
- Cyclobalanopsis lamellosa var. nigrinervis (Hu) Z.K.Zhou & H.Sun
- Cyclobalanopsis nigrinervis Hu
- Quercus lamelloides C.C.Huang[3][4]